# رامحة كبيرة الكأسية
رامحة كبيرة الكأسية (الاسم العلمي:Dovyalis macrocalyx) هي نوع من النباتات تتبع جنس الرامحة من الفصيلة الصفصافية.